# Konrád Štaufský
Konrád Štaufský (německy Konrad der Staufer, † 8. listopadu 1195) byl rýnský falckrabě a polorodý bratr císaře Fridricha Barbarossy. Opakovaně se účastnil císařských italských tažení a je považován za zakladatele města Heidelberg.

## Život
Narodil se zřejmě v první polovině třicátých let 12. století jako syn švábského vévody Fridricha II. a jeho druhé choti Anežky ze Saarbrückenu. Po smrti vévody Fridricha roku 1147 zdědil švábské vévodství Konrádův starší bratr Fridrich Barbarossa, který se roku 1152 stal římským králem. Na podzim 1156, po smrti bezdětného Heřmana ze Stahlecku, povýšil Konráda na rýnského falckraběte. Konrád postupně získal fojtská práva ke klášteru Lorsch, biskupství ve Wormsu a také arcibiskupství v Trevíru. Jako falckrabě byl povinen loajalitou vůči bratrovi, který si na zachoval vliv na daném území. Vztahy mezi bratry se postupem času zhoršily a roku 1166 se ve Wormsu konala prostřednictvím opata Jindřicha z Lorsche snaha o urovnání, která skončila neúspěchem. Konrád se ve snaze rozšířit území svého vlivu opakovaně dostával do sporu s biskupy v Trevíru a Kolíně nad Rýnem.
Zemřel zřejmě v listopadu 1195 a byl pohřben v cisterciáckém klášteře Schönau. Falckrabětem se stal jeho zeť Jindřich V. Brunšvický.